# جسر الهمبر

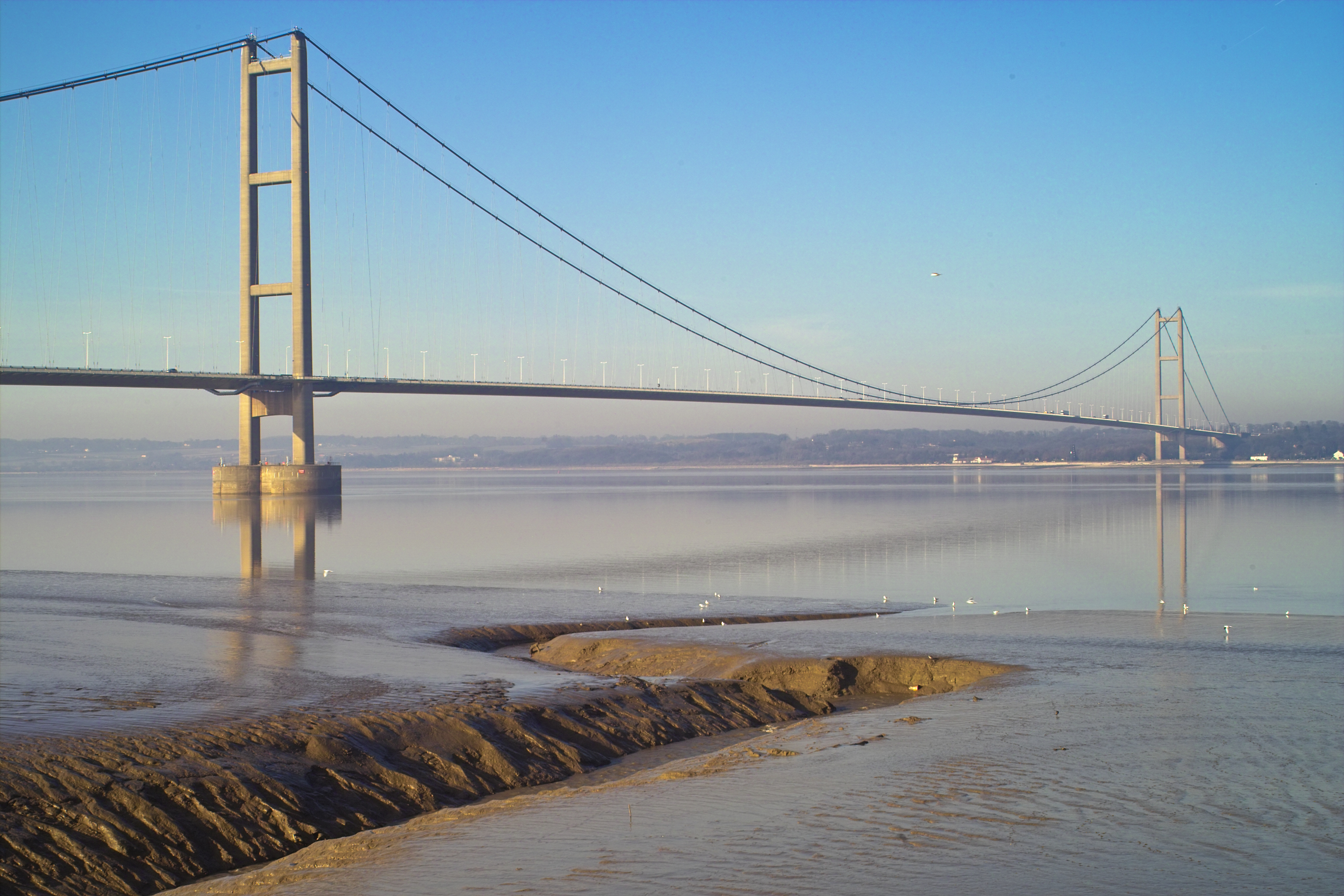
جسر الهمبر المعلق

يقع جسر الهمبر بالقرب من كينجستون أبون هول، شرق يوركشير في إنجلترا، على بعد 2.22 كيلومتر (2,430 ياردة؛ 7,300 قدم؛ 1.38 ميل)، وهو جسر مُعلَّق بطريق مُفرد، افتُتح أمام حركة المرور في 24 يونيو 1981. كان الجسر الأطول من نوعه في العالم؛ عند افتتاحه، ولم يتفوق عليه أي جسر آخر حتى عام 1998، يحتل الآن المرتبة الحادية عشرة من حيث الطول، بعد اكتمال جسر أكاشي كايكيو. يمتد الجسر على ضفاف نهر الهمبر (مصب نهري تشكل بواسطة نهري ترينت وأوس)، بين بارتون أبون همبر على الضفة الجنوبية وهيسل على الضفة الشمالية، وبالتالي يربط بين شرق يوركشير وشمال لنكولنشاير. كان كلًا من جانبي الجسر في مقاطعة همبرسايد غير الحضرية حتى حلها في عام 1996. يُمكن رؤية الجسر على بعد عدة أميال من الأماكن القريبة ومن باترينجتون في شرق يوركشير بقدر ما ومن البحر على بعد أميال من الساحل. أُدرج ضمن مباني الدرجة الأولى.
نقل الجسر في المتوسط حوالي 120 ألف مركبة كل أسبوع، بحلول عام 2006. كانت رسوم المرور 3.00 جنيهات إسترلينية في كل اتجاه للسيارات (تُطبق رسوم أغلى على المركبات التجارية)، مما جعله أغلى معبر من حيث رسوم المرور في المملكة المتحدة. خُفضت رسوم المرور إلى النصف 1.50 جنيه إسترليني في كل اتجاه بعد تأجيل حكومة المملكة المتحدة دفع 150 مليون جنيه إسترليني من ديون الجسر المستحقة، في أبريل عام 2012.

## تاريخه
تنقل المسافرون من ضفة إلى أخرى قبل افتتاح الجسر، إما باستخدام معدية همبر التي تُبحر بين مرفأ كوربوريشن في هول ومرفأ نيو هولاند في نيو هولاند، لنكولنشاير أو عن طريق القيادة عبر إم62 (من1976)، إم18 (من 1979) والطريق السريع إم18، مرورًا بنهر أوز بالقرب من جوول (متصلة بهمبر) في هذه العملية. كان الطريق جنوبًا عبر الطريق الفردي إيه63 وإيه614، حتى منتصف سبعينيات القرن العشرين (عبر شبكة ثورن المغلقة حيث تقابل طريق إيه18 المزدحم وتعبر قناتي ستينفورث وكيدباي عند مضيق الجسر المؤرجح ثم من خلال فينينجلي وبوترى قبالة طريق الشرق والغرب إيه631).
كانت الرحلة سلسلة من الطرق الفردية المستقيمة عبر الأراضي البرية الضبابية المتقاطعة مع ممرات ضيقة يُمكن التنبؤ بها في أغلب الرحلة إلى بليث ونوتنجهامشاير، حيث تقابل إيه1. ولذلك، كان معدل الحوادث مرتفعًا. عُقدت مناقشات في البرلمان حول المستوى المتدني للطريق العاصف عبر السهول التي اجتاحتها الرياح حول جوول. لم يكن من المُفاجئ في ظل هذه الظروف، إنشاء جسر همبر، لربط الطرق المتقاربة وجعلها طرقًا مزدوجة، والتقاطعات ذات المستويات المتعددة، مما يجعله جديرًا بالاهتمام. افتُتح الجسر بحلول الوقت، تحول جزء كبير من هذا الطريق الخاضع للمواصفات القياسية إلى طريق إيه63 وشوارعه الجانبية، امتداد إم62، والمربوط عند الحاجة بإم18 من ثورن إلى وادورث. خفت الحاجة الواضحة إلى جسر همبر على العموم في أواخر سبعينيات القرن الماضي بفضل البنية التحتية للطرق السريعة المُحسنة بشكل كبير في المنطقة. على الرغم من الترحيب، فإن توقيت هذه التحسينات انتقص من قدر حركة المرور في الطرق الممهدة المهمة التي تحتاج إلى عبور الجسر من هيسيل إلى بارتون. أصبح جسر همبر ضحية نجاح إم62، قبل الافتتاح.
دفع ذلك إلى خدمة الحوامات قصيرة الأجل: ربط مينيرفا وميركوري بمرفأ هول وأحواض السفن في جريمسبي من فبراير إلى أكتوبر 1969، لكنهم عانوا من انقطاع الخدمة أو عدم تشغيلها بشكل متكرر نسبيًا.

### قانون البرلمان
وُضعت خطط إنشاء جسر في الأصل في ثلاثينيات القرن العشرين، ونُقحت في عام 1955، ولكن لم يبدأ العمل حتى 27 يوليو 1972. صدر قانون جسر همبر، روجت له شركة كينجستون أبون هول، في عام 1959. أنشأت الشركة مجلس جسر همبر لإدارة وجمع الأموال لبناء الجسر وشراء الأراضي اللازمة للطرق المتقاربة.

### انتخابات شمال هول الفرعية 1966
على الرغم من ثبوت استحالة زيادة التمويل اللازم حتى انتخابات شمال هول الفرعية 1966. تغلب رئيس الوزراء هارولد ويلسون المُنتمي إلى حزب العمال على وزيرة النقل في حكومته باربرا كاسل لاعتماد بناء الجسر، إنقاذًا لحكومته. أدى الانتظار الطويل المُحير لتنفيذ الجسر إلى كتابة كريستوفر رو أغنية احتجاجية بعنوان «جسر همبر».

### التصميم

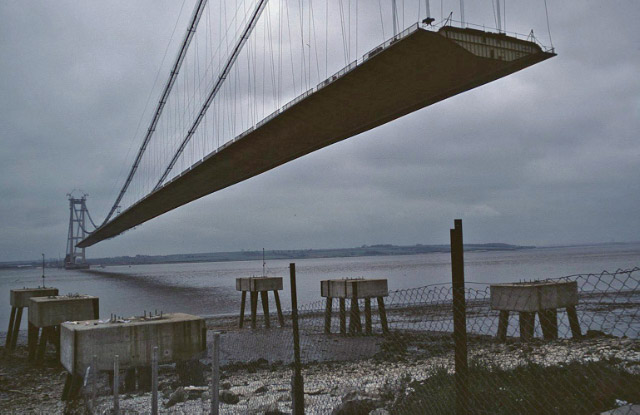
جانب من بناء الجسر في شهر مايو عام 1980.

المهندس الاستشاري لهذا المشروع شركة فريمان فوكس وشركائها - أركاديس حاليًا. قدم السير رالف فريمان الأفكار الأولى في عام 1927، اعتُقد أن تكلفة المشروع تبلغ حوالي 1.725 مليون جنيه إسترليني في أوائل ثلاثينيات القرن الماضي، وأنه من غير المرجح أن يعوض الجسر تكاليف البناء أو الصيانة. عرض فريمان فكرة بناء جسر معلق عرضه 4,500 قدم (1,400 متر) على اللجنة التنفيذية لجسر همبر، في عام 1935. قدم السير جيلبرت روبرتس مزيدًا من الأفكار في عام 1955 لجسر يبلغ عرضه الرئيسي 4,500 قدم (1,400 متر)، بتكلفة 15 مليون جنيه إسترليني، يدفعها مجلس مقاطعة شرق يوركشاير ومجلس مقاطعة ليندسي. بمجرد اقتراب البدء في بناء الجسر، قدم برنارد ويكس أوبي، والذي تعلم في الكلية الإمبراطورية (24 أبريل 1922 - 31 يوليو 1990) التصميم الذي بُني بالفعل، وكان ذلك في عام 1964. بُني ليصمد مدة 120 عام. حصل ويكس على ميدالية تيلفورد من معهد المهندسين المدنيين، في عام 1985. ساعد في تصميم محطة كهرباء مارنهام العليا، في الخمسينيات من القرن الماضي. كان رئيسًا سابقًا لأعضاء المملكة المتحدة في الرابطة الدولية لمهندسي الجسور والإنشاءات، وساعد في تأسيس معهد مباني المنشآت المعدنية في عام 1976.
صمم باركر آند روزنر مبنى الإدارة (لتحصيل رسوم المرور). صمم البروفيسور أرنولد ويدل المناظر الطبيعية. أجرى اختبار نفق الرياح في المعهد البحري الوطني (والذي أصبح الآن جزءًا من شركة بي إم تي ليميتد) في تدينغتون، صُممت أرضية الطريق لتستوعب رياح تصل سرعتها إلى 105 ميلًا في الساعة (170 كم/ ساعة).

### الافتتاح
افتُتح الجسر أمام حركة المرور في 24 يونيو 1981. افتتحته رسميًا صاحبة الجلالة الملكة إليزابيث الثانية في 17 يوليو 1981 في مراسم شملت صلاة التفاني من قبل رئيس أساقفة يورك وعرض جوي من قبل السهام الحمر.

### الرقم القياسي العالمي
أصبح جسر همبر أطول جسر معلق بطريق مُفرد يبلغ عرضه الرئيسي 1,410 مترًا (4,626 قدمًا) وطوله الإجمالي 2,220 مترًا (7,283 قدمًا) لمدة 17 عامًا، حتى افتتاح جسر أكاشي كايكيو الياباني في 5 أبريل 1998.

### الفوائد المحلية
قلت مسافة الطريق بين هول وجريمسبي حوالي 50 ميلًا (80 كم) وارتاحت بلدة سكونثورب بما في ذلك ضواحيها من حركة المرور المارة بين الاثنتين.

## مشروع تحديث رسوم المرور
بدأ العمل في يوليو 2013 على إدخال نظام رسوم مرور إلكتروني جديد. كان النظام القائم لتحصيل رسوم مرور جسر همبر إلى حد كبير هو نفسه عند افتتاحه في عام 1981، وذلك باستخدام نظام كمبيوتر عمره أكثر من 15 عامًا. تطلبت هذه التكنولوجيا القديمة قدرًا متزايدًا من الصيانة والحاجة المُلحة للاستبدال. رحب قادة الأعمال والنقل بمشروع تحديث رسوم المرور والتقلص الناتج لأوقات الانتظار.
ركزت المرحلة الأولى من المشروع على تحديث البنية التحتية وشهدت استبدال جميع أكشاك رسوم المرور بالإضافة إلى قبة الساحة العامة لرسوم المرور. ركزت المرحلة الثانية على الكتابة، الاختبار وإعداد النظام الجديد لرسوم المرور. اكتمل المشروع في عام 2015 مما سمح لمستخدمي الجسر بإنشاء حساب لدى الجسر والدفع من خلاله. يستلم مالكو الحسابات جهازًا يُسمى شارة همبر، وهي شارة إلكترونية صغيرة تُمكن النظام من التعرف على مستخدم الجسر وخصم رسوم المرور تلقائيًا من حساب المستخدم. الممران الرئيسان عبر الساحة العامة هما ممران حران: ليس بهما أي أكشاك وأصبح مالكو الحسابات قادرين على عبور الجسر دون الحاجة إلى التوقف.